# Louis-Zéphirin Joncas
Pour les articles homonymes, voir Joncas.
Louis-Zéphirin Joncas (26 juillet 1846 – 28 mars 1903) est un fonctionnaire, journaliste et homme politique canadien, député à la Chambre des communes du Canada de 1887 à 1896.

## Jeunesse et études
Louis-Zéphirin Joncas est né à Grande-Rivière, au Canada-Est. Il est le fils de Léon Joncas et d'Esther Beaudin. Il a étudié au Collège Masson à Terrebonne et a poursuivi ses études en droit à Montréal.

## Vie publique
Après ses études, il revient à Grande-Rivière pour aider financièrement sa famille et il est professeur. Il travaille aussi en tant que comptable, agent général, et directeur de la Compagnie de pêche de Gaspé à Grande-Rivière.
De 1876 à 1887, il est le shérif du comté de Gaspé. Il est élu à la Chambre des communes du Canada pour le district électoral de Gaspé au cours de l'élection fédérale canadienne de 1887. Membre du Parti conservateur du Canada, il est réélu sans opposition à l'élection de 1891. Il n'a cependant pas été de la course pour les élections de 1896.
Aussi, de 1892 à 1897, il est l'éditeur du journal L’Événement. En 1896, il est nommé surintendant de la Pêche et de la Chasse par le premier ministre du Québec Edmund James Flynn. Il occupe cette fonction jusqu'à sa mort en 1903, à Québec, à l'âge de 56 ans.

## Sources bibliographiques
- Marc Desjardins, « Joncas, Louis-Zéphirin », dans Dictionnaire biographique du Canada, vol. 13 : 1901-1910, Université de Toronto et Université Laval, 1994 (lire en ligne).